# Fritwell
Fritwell är en ort och civil parish i Storbritannien.   Den ligger i grevskapet Oxfordshire och riksdelen England, i den södra delen av landet, 90 km nordväst om huvudstaden London. Fritwell ligger 129 meter över havet och antalet invånare är 681.
Terrängen runt Fritwell är platt. Runt Fritwell är det ganska tätbefolkat, med 230 invånare per kvadratkilometer. Närmaste större samhälle är Banbury, 13,7 km nordväst om Fritwell. Trakten runt Fritwell består till största delen av jordbruksmark.